# Dolany (Pardubicei járás)
Dolany település Csehországban, a Pardubicei járásban. Dolany Osice, Osičky, Plch, Stéblová, Křičeň, Lázně Bohdaneč, Rohoznice és Staré Ždánice településekkel határos. Lakosainak száma 440 fő (2024. január 1.).

## Népesség
A település lakosságának változását az alábbi diagram mutatja:
| Lakosok száma | 651  | 674  | 571  | 512  | 385  | 331  | 389  | 394  | 405  | 440  |
|               | 1869 | 1890 | 1921 | 1950 | 1980 | 2001 | 2017 | 2019 | 2022 | 2024 |